# Protoderme
Em botânica, chama-se protoderme à camada exterior do meristema apical das plantas vasculares que dá origem à epiderme das folhas e do caule e raizes jovens. A mesma é derivada do meristema primário ou apical.